# Sergei Loznitsa

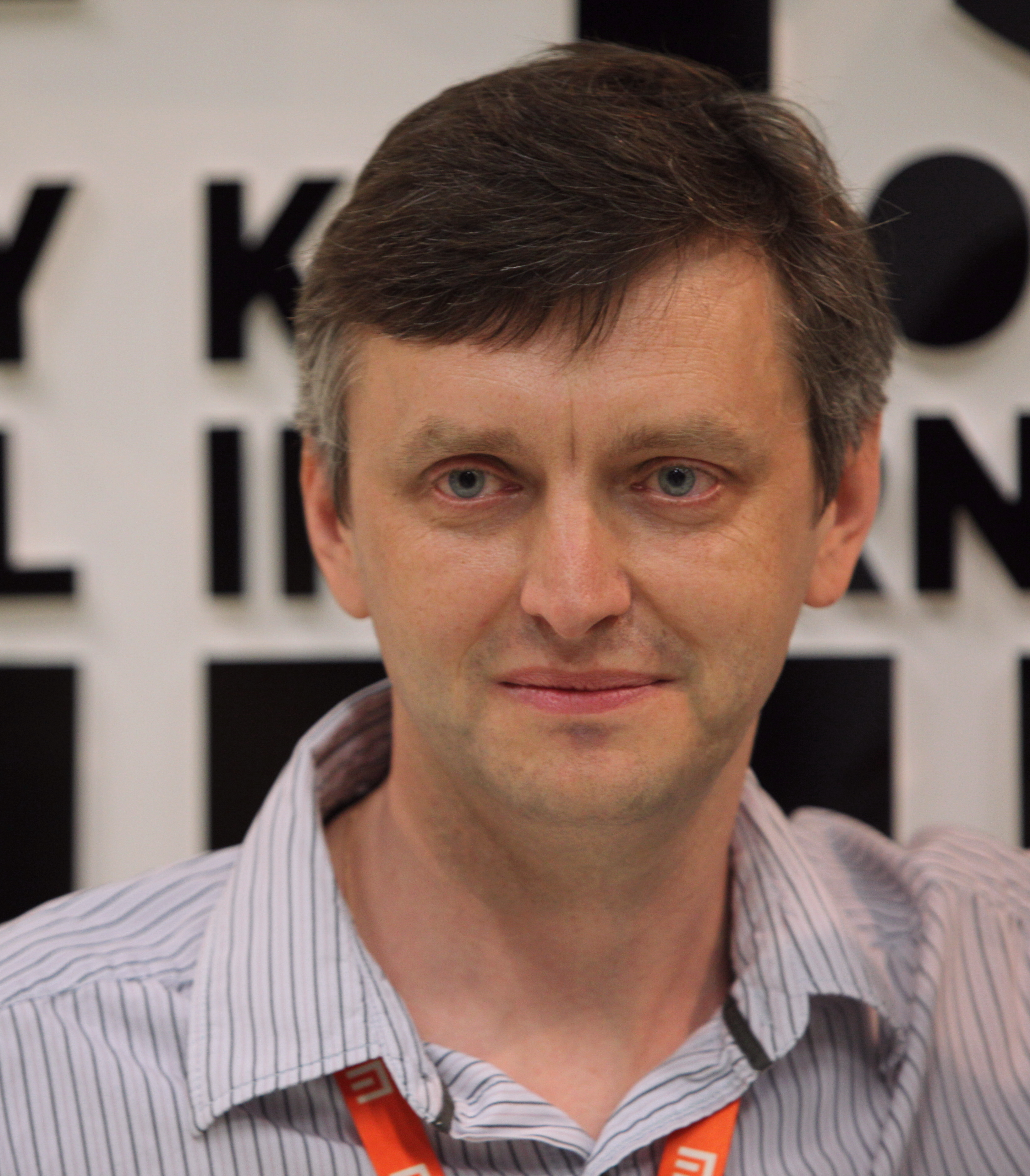
Sergei Loznitsa (2010)

Sergei Loznitsa (russisch Сергей Владимирович Лозница / Sergei Wladimirowitsch Losniza; belarussisch Сяргей Уладзіміравіч Лазніца / Sjarhej Uladsimirawitsch Lasniza; ukrainisch Сергій Володимирович Лозниця / Serhij Wolodymyrowytsch Losnyzja; * 5. September 1964 in Baranawitschy, Breszkaja Woblasz, Weißrussische SSR, Sowjetunion) ist ein ukrainischer Filmregisseur und Drehbuchautor. Bekanntheit erlangte er ab Ende der 1990er Jahre als Regisseur von Dokumentarfilmen über die russische Provinz beziehungsweise die sowjetische Geschichte.
Waren seine Arbeiten anfangs noch von ironisch-versöhnlicher Heiterkeit geprägt, werden sie mittlerweile in Hinblick auf den moralischen Zustand Russlands als tieftraurige Parabeln rezipiert. Sein Dokumentarfilm Blokada wurde 2005 mit dem wichtigsten russischen Filmpreis Nika ausgezeichnet. Seit 2001 lebt Loznitsa mit seiner Familie in Deutschland.

## Leben

### Ausbildung und erste Dokumentarfilme
Sergei Loznitsa wurde in der Weißrussischen SSR geboren. Seine Familie zog später nach Kiew, wo er bis ins Jahr 1981 die Oberschule besuchte. Daraufhin wechselte Loznitsa auf das Kiewer Polytechnische Institut (KPI) und belegte das Fach Angewandte Mathematik. 1987 beendete er sein Studium und arbeitete die folgenden vier Jahre als diplomierter Ingenieur am Institut für Kybernetik in Kiew. Gleichzeitig war er als Übersetzer für Japanisch tätig und begann sich für den Film zu begeistern.
1991 übersiedelte Loznitsa nach Moskau und ließ sich an der staatlichen russischen Filmhochschule WGIK zum Filmregisseur ausbilden. Seine Professorin war die georgische Regisseurin und Drehbuchautorin Nana Dschordschadse. Während seines Studiums entstand unter Mitarbeit von Marat Magambetow die erste Regiearbeit Sewodnja my postroim dom (1996; dt.: „Heute bauen wir ein Haus“). Der 28-minütige Dokumentarfilm über die Fertigstellung eines Hauses in Russland brachte ihm zahlreiche Auszeichnungen auf internationalen Filmfestivals ein, darunter die Goldene Taube und den MDR-Film-Preis der DOK Leipzig sowie die Dokumentarfilmpreise der Internationalen Filmtage Augsburg und des Filmfestivals von Potsdam.
Nach Abschluss seines Filmstudiums im Jahr 1997 konnten Loznitsa und Magambetow mit Schisn, ossen (1999; dt.: „Leben, Herbst“) an den vorangegangenen Erfolg anknüpfen. Der Dokumentarfilm über das Leben einer vergreisten Dorfgemeinschaft nahe Smolensk wurde unter anderem auf dem Filmfest Hamburg und dem ethnographischen Filmfestival von Berlin ausgezeichnet. Daraufhin machte sich Loznitsa als alleinverantwortlicher Dokumentarfilmregisseur einen Namen und porträtierte in seinen folgenden Arbeiten den Wartesaal eines russischen Bahnhofs (Polustanok, 2000; dt.: „Haltepunkt“), eine Gemeinschaft von Geisteskranken (Posselenije, 2001; dt.: „Die Siedlung“), die Bewohner der russischen Provinz (Portret, 2002; dt.: „Das Porträt“), eine Bushaltestelle einer russischen Kleinstadt (Paysage, 2002; dt.: „Landschaft“) oder den Arbeitsalltag in einer Fabrik (Fabrika, 2004; dt.: „Die Fabrik“). All diese preisgekrönten Filme, bei denen er in der Regel auf eigene Kommentare oder untermalende Musik verzichtete, entstanden am Dokumentarfilmstudio (SPSDF) in Sankt Petersburg.

### Fokus auf die sowjetische Geschichte und erste Spielfilmarbeiten
Nachdem sich Loznitsa wiederholt der russischen Provinz und deren Bewohner als Thema angenommen hatte, widmete er sich in seinen folgenden Werken anhand von Original-Archivmaterial der Geschichte der Sowjetunion. Blokada (2005; dt.: „Blockade“) erzählt von der Blockade Leningrads im Zweiten Weltkrieg und wurde mit dem russischen Nika ausgezeichnet. In Predstawlenije (2008; dt.: „Die Vorstellung“) bediente sich Loznitsa sowjetischer Provinz-Wochenschauen der 1950er und frühen 1960er Jahre. Er montierte diese mit Amateuraufnahmen und unterlegte die Bilder mit neuem Ton. „Ich wollte gern in einem Film zwei verschiedene Herangehensweisen aufeinanderstoßen lassen: die neutrale, bei der der Autor des Films es dem Zuschauer überlässt, sich selbstständig eine Haltung zu dem zu erarbeiten, was er sieht, und die propagandistische, bei der diese Haltung dem Zuschauer vom Autor aufgezwungen wird“, so der ukrainische Filmemacher über Predstawlenije, der ihm zum vierten Mal nach 1997 einen Preis auf dem Filmfestival von Krakau einbrachte.
Im Jahr 2000 nahm Sergei Loznitsa am Berliner Nipkow-Programm teil, ein Stipendienprogramm für Film- und Fernsehschaffende. Ein Jahr später übersiedelte er mit seiner Familie nach Deutschland. Nach acht kurz- und drei abendfüllenden Dokumentarfilmen legte er 2010 mit Mein Glück (englischsprachiger Titel: My Joy) seinen ersten Spielfilm vor. Die deutsche Koproduktion, unter anderem unterstützt vom ZDF und ARTE, stellt einen Fernfahrer (gespielt von Wiktor Nemez) in den Mittelpunkt, dem in Osteuropa Gewalt und Willkür zuteilwerden. Dieser wird daraufhin selbst zum Verbrecher. Mein Glück erhielt noch im selben Jahr als erster ukrainischer Beitrag eine Einladung in den Wettbewerb der 63. Filmfestspiele von Cannes, blieb aber unprämiert. Der film-dienst kritisierte, dass Loznitsas Endzeitparabel aufgrund der „permanenten Wiederkehr von Unrecht und Willkür“ zu redundant wirke und westliche Klischeebilder von der russischen Provinz bediene.
Hatte Loznitsa bereits bei Mein Glück die Gegenwartshandlung zweimal in die Vergangenheit des Zweiten Weltkriegs zurückgeblendet, stellte er 2012 mit W tumane (Im Nebel) seinen zweiten Spielfilm fertig, der gänzlich im Zweiten Weltkrieg angesiedelt ist. Die deutsche Koproduktion, erneut in Zusammenarbeit mit ZDF und ARTE realisiert, basiert auf einem Roman von Wassil Bykau (1924–2003) und spielt zur Zeit des Deutsch-Sowjetischen Kriegs im Jahr 1942. Erzählt wird von einem Eisenbahnarbeiter (dargestellt von Wladimir Swirski), der fälschlicherweise der Kollaboration mit den Deutschen verdächtigt wird. Daraufhin werden zwei Partisanen losgeschickt, seine Schuld oder Unschuld zu überprüfen. W tumane brachte Loznitsa 2012 seine zweite Einladung in den Wettbewerb der 65. Filmfestspiele von Cannes ein.
Für seine Spielfilme Die Sanfte (2017) und Zwei Staatsanwälte (2025) erhielt er jeweils Einladungen in den Hauptwettbewerb des Filmfestivals von Cannes.

## Filmografie (Auswahl)

### Dokumentarfilme
- 1997: Sewodnja my postroim dom (Сегодня мы построим дом) (Kurzfilm)
- 1999: Schisn, ossen (Жизнь, осень) (Kurzfilm)
- 2000: Polustanok (Полустанок) (Kurzfilm)
- 2001: Posselenije (Поселение)
- 2002: Portret (Портрет) (Kurzfilm)
- 2003: Paysage (Пейзаж)
- 2004: Fabrika (Фабрика) (Kurzfilm)
- 2006: Blokada (Блокада) (Kurzfilm)
- 2006: Artel (Артель) (Kurzfilm)
- 2008: Predstawlenije (Представление)
- 2008: Sewerny swet / Nordlicht (Северный свет) (Kurzfilm)
- 2014: Maidan
- 2015: The Old Jewish Cemetery (Kurzfilm)
- 2015: Sobytie
- 2016: Austerlitz
- 2018: Den' Pobedy | Victory Day (Tag des Sieges, dokumentiert am 9. Mai 2017 beim Sowjetischen Ehrenmal im Treptower Park)
- 2018: Prozess (Процесс)
- 2021: Mr. Landsbergis
- 2021: Babyn Jar. Kontext
- 2022: The Kiev Trial
- 2023: Luftkrieg – Die Naturgeschichte der Zerstörung
- 2024: The Invasion

### Spielfilme
- 2010: Mein Glück / Stschastje mojo (Счастье моё)
- 2012: Im Nebel / W tumane (В тумане)
- 2014: Ponts de Sarajevo
- 2017: Die Sanfte (Кроткая)
- 2018: Donbass (Донбас)
- 2025: Zwei Staatsanwälte (Два прокура)

## Auszeichnungen (Auswahl)
Filmfest Hamburg
- 2000: Jurypreis für Schisn, osen

Filmfestival „Goldene Aprikose“
- 2010: Silberne Aprikose (Spezialpreis) für Mein Glück

Internationales Filmfestival Karlovy Vary
- 2003: Lobende Erwähnung für Portret
- 2007: Bester Dokumentarfilm (unter 30 Minuten) für Artel

Internationale Kurzfilmtage Oberhausen
- 2003: Großer Preis für Portret

Internationales Leipziger Festival für Dokumentar- und Animationsfilm (DOK)
- 1996: Goldene Taube und MDR-Film-Preis für Sewodnja my postroim dom
- 2000: Silberne Taube für Polustanok
- 2001: Silberne Taube für Posselenije
- 2002: Silberne Taube für Portret

Krakowski Festiwal Filmowy
- 1997: Bronzener Drache für Sewodnja my postroim dom
- 2001: Lobende Erwähnung für Polustanok
- 2006: Goldener Drache für Blokada
- 2008: Goldenes Horn für Predstawlenije

Nika
- 2005: Bester Dokumentarfilm für Blokada

Nuremberg International Human Rights Film Festival
- 2015: Internationaler Nürnberger Filmpreis der Menschenrechte für Maidan

Tallinn Black Nights Film Festival
- 2010: Bester Film für Mein Glück

Maidan, Mein Glück, Die Sanfte und Donbass landeten in der 2021 erstellten Liste der 100 besten Filme in der Geschichte des ukrainischen Kinos.